# Megalagrion nigrohamatum
Megalagrion nigrohamatum – gatunek ważki z rodziny łątkowatych (Coenagrionidae). Jest endemitem Hawajów; występuje na wyspach Molokaʻi i Maui, a podgatunek M. n. nigrolineatum na Oʻahu.